# Nannobrachium bristori
Nannobrachium bristori és una espècie de peix de la família dels mictòfids i de l'ordre dels mictofiformes.

## Morfologia
- Els mascles poden assolir 14,2 cm de longitud total.
- Nombre de vèrtebres: 36-38.[4]

## Hàbitat
És un peix marí i d'aigües profundes que es troba a 100-1.000 m de fondària durant la nit i entre 640-900 m durant el dia.

## Distribució geogràfica
Es troba a les aigües tropicals i subtropicals del Pacífic nord.